# Мишлеб, Юсеф
Ю́сеф Ми́шлеб (ивр. יוסף משלב‎, также מישלב; араб. يوسف مشلب‎; род. 15 февраля 1952, Абу-Снан, Израиль) — генерал-майор запаса Армии обороны Израиля; в последних должностях: Командующий Командованием тыла Израиля (с 2001 по 2003 год), Координатор действий правительства на территориях (с 2003 по 2008 год).
Первый представитель друзской общины Израиля, дослуживший до звания генерал-майор (алуф) в Армии обороны Израиля.

## Биография
Юсеф Мишлеб родился в 1952 году в друзской деревне Абу-Снан на севере Израиля в семье Салаха и Анисы Мишлеб.

### Военная карьера
В 1970 году Мишлеб был призван на службу в Армии обороны Израиля. Начал службу в батальоне «Херев» и дошёл в нём до должности командира взвода, а затем и командира роты.
Зимой 1974 года Мишлеб (на тот момент в звании лейтенанта) обнаружил около мошава Зарит вблизи ливанской границы следы проникновения ливанских боевиков. После преследования, длившегося более суток, Мишлебу удалось в одиночку атаковать боевиков и уничтожить их, за что он был удостоен Знака отличия Командующего Северным военным округом Рафаэля Эйтана.
В апреле 1979 года, в должности командира оперативного отдела бригады «Барам», Мишлеб участвовал в поимке ливанских боевиков, совершивших убийство членов семьи Харан в городе Нагария, и лично задержал участника нападения Самира Кунтара.
С 1980 по 1982 год Мишлеб возглавлял батальон «Херев». В 1987 году был повышен в звании до полковника и назначен командиром резервной бригады; затем, в том же году, командиром территориальной бригады «Эцион», ответственной за территорию Гуш-Эциона на Западном берегу реки Иордан, включая город Вифлеем, а в 1989 году — командиром территориальной бригады «Ха-Бика», ответственной за территорию Иорданской рифтовой долины.
В 1990 году стал заместителем командира территориальной дивизии Иудеи и Самарии, а в 1992 году был назначен заместителем командира Подразделения связи взаимодействия с Ливаном (территориальной дивизии, размещавшейся в южном Ливане).
В 1994 году возглавил территориальную дивизию «Эдом» Южного военного округа. В 1995 году стал начальником штаба (ивр. רמ"ט‎) Южного военного округа, а в 1998 году — заместителем Координатора действий правительства на территориях.
15 августа 2001 года Мишлеб был назначен Командующим Командованием тыла Израиля и был повышен в звании до генерал-майора, став первым представителем друзской общины Израиля, дослужившим до данного звания.
С июля 2003 года до выхода в запас в сентябре 2008 года Мишлеб служил Координатором действий правительства на территориях.

### После выхода в запас
После выхода в запас был назначен заведующим Хайфским округом Министерства внутренних дел Израиля. Исполнял эту должность до конца 2016 года.
В дальнейшем исполнял должности председателя градостроительной комиссии Рехес-ха-Кармель и исполняющего обязанности председателя градостроительной комиссии Маале-Хермон.
Состоит в движении «Ха-Битхонистим» (ивр. הביטחוניסטים‎), призывавшем, помимо прочего, к аннексии Израилем Западного берега реки Иордан.
Входит в число исследователей Института исследования друзского общества и культуры при Академическом колледже Западной Галилеи.
В 2022 году Мишлеб возглавил также совет директоров Академического инженерного колледжа «Брауде» в Кармиэле.

### Образование и личная жизнь
За время службы в армии Мишлеб окончил учёбу в Командно-штабном колледже и в Колледже национальной безопасности Армии обороны Израиля, получив степень магистра Хайфского университета в области политологии.
Женат на Далье Мишлеб, отец шестерых детей: старшая дочь Сузан, сын Салах и дочери Ронит, Анат, Мейталь и Яара.

## Публикации
- אלוף יוסף מישלב, אל"ם יואב מרדכי (פולי), ד"ר רוני מש, סרן הדס קליין תיאום הפעולות בשטחים באספקלריה היסטורית וארגונית מערכות 400, מאי 2005 (Генерал-майор Юсеф Мишлеб, полковник Йоав Мордехай (Поли), доктор Рони Маш, капитан Хадас Кляйн, «Координация действий на территориях с исторической и организационной точки зрения», «Маарахот» № 400 (май 2005)) (Архивная копия от 3 марта 2016 на Wayback Machine) (иврит)